# أنوكا
أنوكا هي مدينة في مقاطعة أنوكا، ولاية مينيسوتا، الولايات المتحدة. وبلغ عدد سكانها 18076 في تعداد عام 2000.أنوكا هي أيضا التي سمت نفسها "هالوين عاصمة العالم"، لأنها استضافت واحدة من المسيرات الأولى لهالوين في عام 1920. وفي عام 1937، أقنع المسؤولين في المدينة الكونغرس للولايات المتحدة رسميا على منح اللقب.

## التركيبة السكانية
قام مكتب تعداد الولايات المتحدة بتحديد بيانات التركيبة السكانية لأنوكافي تعداد الولايات المتحدة. في ما يلي، التركيبة السكانية حسب تعدادي 2000 و2010.

### تعداد عام 2000
بلغ عدد سكان أنيستون 285 نسمة بحسب تعداد عام 2000، وبلغ عدد الأسر 118 أسرة وعدد العائلات 78 عائلة مقيمة في البلدة. في حين سجلت الكثافة السكانية 717.9 نسمة لكل ميل مربع (277.2/كم2). وبلغ عدد الوحدات السكنية 133 وحدة بمتوسط كثافة قدره 335.0 نسمة لكل ميل مربع (129.3/كم2).
وتوزع التركيب العرقي للبلدة بنسبة 97.54% من البيض و2.46% من الأمريكيين الأفارقة.
بلغ عدد الأسر 118 أسرة كانت نسبة 25.4% منها لديها أطفال تحت سن الثامنة عشر تعيش معهم، وبلغت نسبة الأزواج القاطنين مع بعضهم البعض 55.9% من أصل المجموع الكلي للأسر، ونسبة 7.6% من الأسر كان لديها معيلات من الإناث دون وجود شريك، وكانت نسبة 33.1% من غير العائلات. تألفت نسبة 28.8% من أصل جميع الأسر من أفراد ونسبة 13.6% كانوا يعيش معهم شخص وحيد يبلغ من العمر 65 عاماً فما فوق. وبلغ متوسط حجم الأسرة المعيشية 2.96، أما متوسط حجم العائلات فبلغ 2.42.
بلغ العمر الوسطي للسكان 38 عاماً. وكانت نسبة 22.8% من القاطنين تحت سن الثامنة عشر، وكانت نسبة 8.4% بين الثامنة عشر والأربعة وعشرون عاماً، ونسبة 27.4% كانت واقعةً في الفئة العمرية ما بين الخامسة والعشرين حتى الرابعة والأربعين عاماً، ونسبة 24.6% كانت ما بين الخامسة والأربعين حتى الرابعة والستين، ونسبة 16.8% كانت ضمن فئة الخامسة والستين عاماً فما فوق. يوجد لكل 100 أنثى 103.6 ذكر، ويوجد لكل 100 أنثى في الثامنة عشر من عمرها فما فوق 103.7 ذكر.
بلغ متوسط دخل الأسرة في البلدة 22,232 دولار، أما متوسط دخل العائلة فبلغ 26,000 دولار. وكان متوسط دخل الذكور 20,625 دولار مقابل 17,031 دولار للإناث. وسجل دخل الفرد الخاص بالبلدة 9,626 دولار. وكانت نسبة 11.1% من العائلات ونسبة 15.4% من السكان تحت خط الفقر، وكان من هؤلاء نسبة 22.1% تحت سن الثامنة عشر ونسبة 12.0% في الخامسة والستين من العمر وما فوق.

### تعداد عام 2010
بلغ عدد سكان أنوكا 17,142 نسمة بحسب تعداد عام 2010، وبلغ عدد الأسر 7,060 أسرة وعدد العائلات 4,202 عائلة مقيمة في المدينة. في حين سجلت الكثافة السكانية 2,558.5 نسمة لكل ميل مربع (987.8/كم2). وبلغ عدد الوحدات السكنية 7,493 وحدة بمتوسط كثافة قدره 1,118.4 لكل ميل مربع (431.8/كم2).
وتوزع التركيب العرقي للمدينة بنسبة 88.0% من البيض و1.0% من الأمريكيين الأصليين و1.8% من الأمريكيين ذوي الأصول الآسيوية و4.7% من الأمريكيين الأفارقة و3.0% من عرقين مختلطين أو أكثر.
بلغ عدد الأسر 7,060 أسرة كانت نسبة 29.4% منها لديها أطفال تحت سن الثامنة عشر تعيش معهم، وبلغت نسبة الأزواج القاطنين مع بعضهم البعض 40.6% من أصل المجموع الكلي للأسر، ونسبة 13.7% من الأسر كان لديها معيلات من الإناث دون وجود شريك، بينما كانت نسبة 5.2% من الأسر لديها معيلون من الذكور دون وجود شريكة وكانت نسبة 40.5% من غير العائلات. تألفت نسبة 32.2% من أصل جميع الأسر من أفراد ونسبة 11.8% كانوا يعيش معهم شخص وحيد يبلغ من العمر 65 عاماً فما فوق. وبلغ متوسط حجم الأسرة المعيشية 2.95، أما متوسط حجم العائلات فبلغ 2.34.
بلغ العمر الوسطي للسكان 37.6 عاماً. وكانت نسبة 21.9% من القاطنين تحت سن الثامنة عشر، وكانت نسبة 9.4% بين الثامنة عشر والأربعة وعشرون عاماً، ونسبة 28.7% كانت واقعةً في الفئة العمرية ما بين الخامسة والعشرين حتى الرابعة والأربعين عاماً، ونسبة 26.3% كانت ما بين الخامسة والأربعين حتى الرابعة والستين، ونسبة 13.7% كانت ضمن فئة الخامسة والستين عاماً فما فوق. وتوزع التركيب الجنسي للسكان بنسبة 49.8% ذكور و50.2% إناث.